# Красицкий, Эдмунд

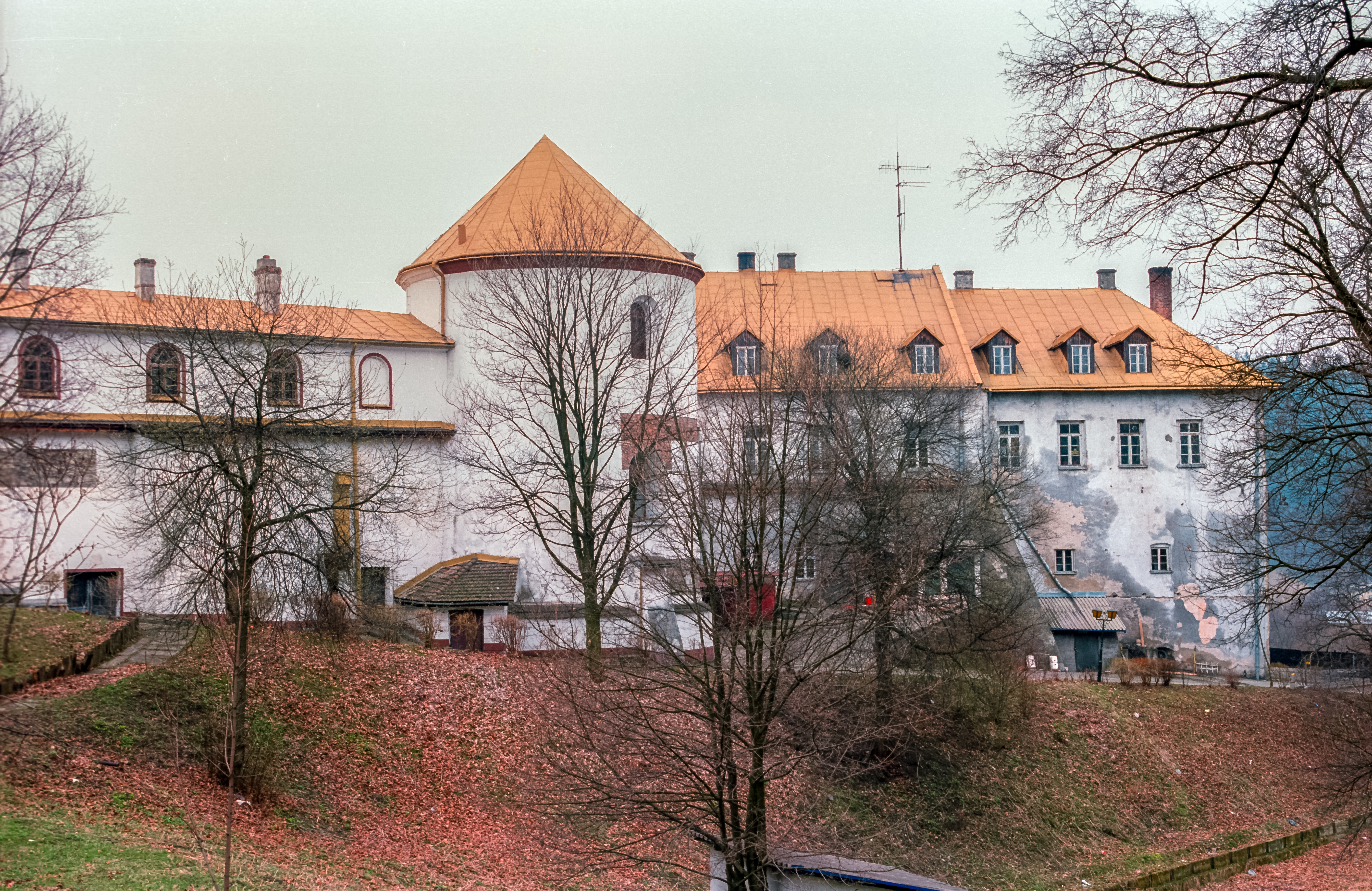
Замок Леско

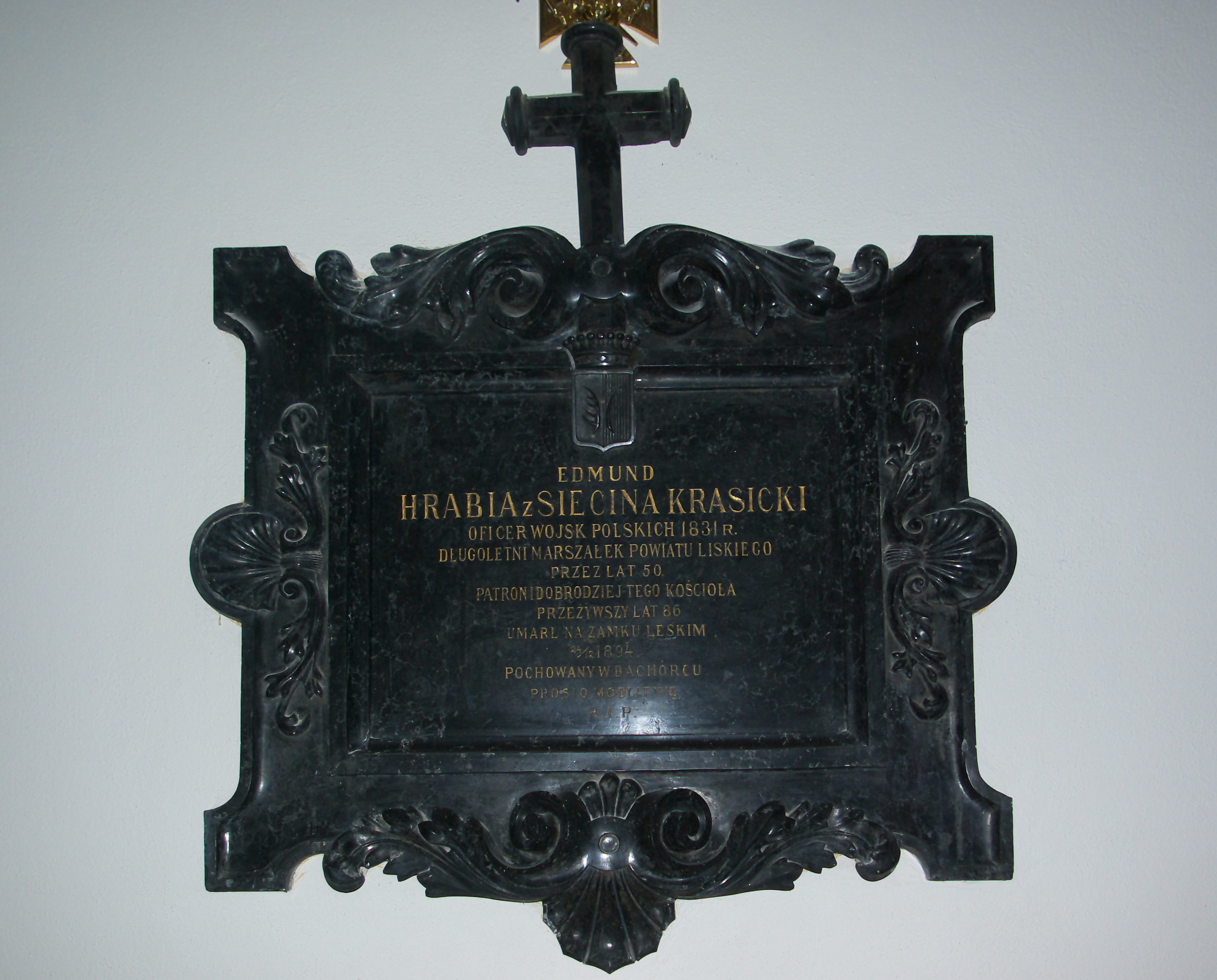
Эпитафия Эдмунда Красицкого в церкви в Леско

Эдмунд Конрад Игнаций Антоний Юзеф Красицкий (пол. Edmund Konrad Ignacy Antoni Józef Krasicki z Siecina; 25 ноября 1808, Бахурец — 24 декабря 1894, Леско) — польский граф, офицер, помещик.

## Биография
Представитель польского дворянского рода Красицких герба «Рогаля». Родился 25 ноября 1808 года в Бахурце. Второй сын генерала Францишека Ксаверия Красицкого (1774—1844) и Юлии Терезы Вандалин-Мнишек (1777—1845). У него был старший бездетный брат Ксаверий Красицкий (1802—1843). Он носил титул графа Священной Римской империи.
После начала Ноябрьского восстания 1830 года Эдмунд Красицкий отправился в Варшаву, вступил в артиллерийский корпус Войска Польского и служил наводчиком в 4-й батарее легкой кавалерии (в составе Артиллерийской бригады легкой кавалерии) под командованием майора Юзефа Бема. Служил в столице Царства Польского. Он был бомбардировщиком шестифунтовых гранат, нанося урон противнику. Приказом от 10 августа 1831 года произведен в подпоручики и переведен в 5-й полк конных стрелков, в рядах которого просуществовал до конца восстания (по другим данным он был лейтенантом в рядах 5-го легкокавалерийского полка). После его разгрома восстания он отступил с армией под Гужно в Пруссию 6 октября 1831 года. В 1870-х годах он был инициатором ведения дневников бывших участников Ноябрьского восстания Винцентия Шибор-Рыльского, Тимона Баля и Николая Корвина. Свои переживания во время восстания он записал в записную книжку «Мои воспоминания 1830-31 гг.», хранившуюся в замке Леско.
В декабре 1831 года он вернулся в имение своих родителей в Леско. После смерти отца он унаследовал местную ферму вместе с замком Леско и унаследовал другую собственность.
Во время Весны Наций в чине капитана Эдмунд Красицкий организовал в Леско роту Национальной гвардии и оснастил ее кремневыми ружьями. После начала Январского восстания организовал помощь, собирая средства и оружие. Более поздних участников этого восстания он послал сражаться из Бахурца.
Эдмунд Красицкий был депутатом Галицких станов из числа магнатов. Он был членом Национального департамента (Landesausschuss) в государственной группе господ в кругу графов примерно с 1839 по 1861 год. Как владелец Леско с прилегающими владениями, в 1873 году он был избирателем, имеющим право избирать депутата в Национальный парламент Галиции от более крупных поместий в округе Санок. Состоял членом Лискинского уездного совета, в 1867 году избран представителем группы более крупных вотчин, с тех пор был председателем уездного отдела (иногда именуемый маршалом). Переизбран около 1870 года, на этот раз от группы сельских общин, еще около 10 лет оставался президентом департамента (переизбран в 1874 г.), снова в 1877 году. Затем, примерно с 1881 по 1890 год, он оставался только членом совета, избранным в то десятилетие от группы сельских общин.
30 июня 1847 года он был назначен действительным членом Галицкого фермерского общества и оставался им в последующие годы и принадлежал к отделениям этого общества: Санок-Лиско-Бжозов-Кросненьский в 1870-х годах примерно до 1885 года, а потом в Санок-Лиско-Кросно пожизненно. Приблизительно с 1871 по 1882 год он был президентом (начальником) окружного отдела в Лиско Галицкого Towarzystwo Kredytowe Ziemskie.
19 сентября 1880 года на железнодорожной станции Леско Лукавица Эдмунд Красицкий приветствовал Франца Иосифа I, императора Австро-Венгрии, путешествовавшего по Галиции.
9 февраля 1836 года во Львове Эдмунд Красицкий женился на Марии Аниеле Бжостовской из Бжостова (1816—1903), дочери подполковника Михала Бжостовского (1782—1852) и Констанции, урожденной Красицкой; наследнице поместий Стратин (включая местный замок), Белозирка, Бобулинцы, Киданов). Их детьми были Михал (1836—1917), Мария (1837—1855), Игнацы (1839—1924), Станислав (1842—1887, владелец имения Стратин).
Был покровителем церкви Посещения Пресвятой Богородицы в Леско. Он поддерживал сельское население. При жизни он считался патриотом и народолюбцем. В конце жизни, 6 ноября 1893 года, он составил завещательные завещания (легаты), в которых распорядился своим имуществом для ряда общественных целей Леско и окрестных деревень, в том числе местными крестьянами и чиновниками, например он приказал создать кредитные союзы для бедных римско-католических фермеров под названием «Кредитный союз Тадеуша Костюшко или Польский ссудный фонд». Он был другом Зигмунта Качковского, который, в частности, он взялся написать его некролог. Управляющим имуществом графа Эдмунда Красицкого был Юлиан Смольский (участник Январского восстания).
Эдмунд Красицкий умер в канун Рождества, 24 декабря 1894 года в Леско в возрасте 87 лет. Он был похоронен в этом городе. Эдмунд и Мария Анела Красицкие увековечены отдельными надгробиями, установленными в церкви в Леско. Судя по надписям на них, они оба были похоронены в Бахурце.
Его внуком был Август Красицкий, посвятивший ему свой дневник из русской кампании Августа Красицкого, поручика Штаба Польских Легионов 1914—1916, написанный во время его службы в рядах Польских Легионов (опубликован в 1934 году).

## Награды
- Большой крест ордена Святого Григория Великого (1886, награжден папой Львом XIII)[5][15]
- По словам польского историка Анджея Потоцкого, он был награжден орденом Virtuti Militari за участие в Ноябрьском восстании[16], что не было подтверждено изданием Памятная книга к 50-летию восстания 1830 года, содержащая список фамилий командиров и штаб-офицеров, а также офицеров, унтер-офицеров и солдат Войска Польского в том же году, награжденных Военным крестом «Virtuti Militari»[17].